# Zax Wang
Zax Wang Ren Fu (chino: 王仁甫, pinyin: Wang Fu Ren, 28 de agosto de 1980) es un cantante, actor y presentador de televisión taiwanés, actualmente miembro de la banda juvenil 5566. Antes de unirse al 5566, fue miembro de la agrupación POSTM3N, que se disolvió en 1997.

## Biografía
Actuó en varias series de televisión en Taiwán y China, y participó junto con su respectiva banda 5566. Como solista participó en la banda sonora para el drama Westside Story (Xi Jie Shao Nian). También es conocido por haber llevado a cabo varios espectáculos una serie de variedades en la televisión.
El 19 de noviembre de 2006, tuvo con una de sus coristas Qin Ji (季 芹) su primera hija llamado, Lele, y el 28 de julio de 2008 nació el segundo hijo llamado, Yaya. Wang y Ji Qin se casaron en diciembre de 2008 en la isla de Guam, y después del matrimonio han publicado un libro de fotografías titulado Boda En Guam (芹 仁 关岛 婚礼).
Él habla mandarín, además un dialecto taiwanés como el Minnan, el cantonés y el inglés.

## Filmografía

### Serie televisiva
| Año  | Título                                  | Personaje                          |
| 2006 | 食神 / God Of Cookery                   | Shi Ti Fen Zhou / 史提芬周         |
| 2005 | 大熊醫師家 / Home Of Dr. Big Bear       | (cammeo; Qiao Shao Fu / 喬小甫)    |
| 2005 | 格鬥天王 / Mr Fighting                  | Wei Ying Qi / 衛英崎               |
| 2004 | 愛上千金美眉 / In Love With A Rich Girl | (cammeo)                           |
| 2004 | 紫禁之巅 / Top on the Forbidden City    | Ba Zi / 把子                       |
| 2003 | 西街少年 / Westside Story               | Wang Xing Jie / 王星傑             |
| 2002 | 麻辣鮮師 / Taiwanese GTO                | (cammeo; Ar Ren / 阿仁)            |
| 2002 | MVP 情人 / My MVP Valentine             | Kang Yong / 康勇 / Sha Shou / 殺手 |

### Conducción en televisión
| Año              | Título                  | Canal      |
| 2009             | 愛的大作戰 / '          | 中天娛樂台 |
| 2009             | 勇往直前 / '            | 湖南卫视   |
| 2009             | 冒险奇兵 / '            | 三立都會台 |
| 2005             | 金 G 金曲排行榜 / '     | TVBS-G     |
| 2004             | 綜藝大喝采 / '          | 台視       |
| 2004             | 鬥陣俱樂部 / '          | 華視       |
| 2004             | 嘻哈披頭四 / '          | 台視       |
| 2003             | 少年特攻隊 / Young Guns | 台視       |
| Dal 2003 ad oggi | 完全娛樂 / Showbiz      | 三立都會台 |
| 2002             | 少年兵團之旗開得勝 / '  | 台視       |
| 2002             | 電子情人 / '            | 三立都會台 |

- Datos: Q426097